# Neorileya flavipes
Neorileya flavipes är en stekelart som beskrevs av William Harris Ashmead 1904. Neorileya flavipes ingår i släktet Neorileya och familjen kragglanssteklar.
Artens utbredningsområde är El Salvador. Inga underarter finns listade i Catalogue of Life.